# Molophilus (Molophilus) wellsae
Molophilus (Molophilus) wellsae is een tweevleugelige uit de familie steltmuggen (Limoniidae). De soort komt voor in het Australaziatisch gebied.